# ثين زاو
ثين زاو (بالبورمية: သိန်းဇော်)‏ هو لاعب كرة قدم ميانماري في مركز الدفاع، ولد في 5 مايو 1994 في يانغون في ميانمار. شارك مع منتخب ميانمار لكرة القدم. أما مع النوادي، فقد لعب مع نادي آياياوادي يونايتد ونادي يانغون يونايتد.

## وصلات خارجية
- ثين زاو على موقع قاعدة بيانات كرة القدم.إي يو (الإنجليزية)
- ثين زاو على موقع Soccerway.com (الإنجليزية)